# Anaea maculata
Anaea maculata är en fjärilsart som beskrevs av Johannes Karl Max Röber 1927. Anaea maculata ingår i släktet Anaea och familjen praktfjärilar. Inga underarter finns listade i Catalogue of Life.